# 나카이 히로시

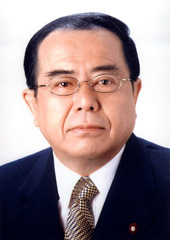
나카이 히로시

나카이 히로시(일본어: 中井 洽, 1942년 6월 10일 ~ 2017년 4월 22일)는 일본의 정치인으로, 민주당 소속 중의원 의원이다. 게이오기주쿠 대학 경제학부를 졸업한 뒤 일본사회당의 중의원이었던 아버지 나카이 도쿠지로의 비서로서 정계에 입문했고 1976년 중의원 선거에서 34세의 나이로 당선되었다. 민사당 (民社党) 부위원장, 법무대신, 자유당 부대표, 민주당 부대표 등을 거쳐, 하토야마 유키오 내각, 간 내각에서 국가공안위원회 위원장, 내각부 특명담당대신 (방재 담당), 제54대 법무대신, 민주당 부대표 등을 역임하였다. 아버지는 역시 중의원을 지낸 바 있는 나카이 도쿠지로이다. 2012년 10월 국회 안에서 기자회견을 열고 다음 중의원 선거에 입후보하지 않겠다고 밝히며 정계 은퇴를 선언했다.

## 같이 보기
- 하토야마 유키오 내각